# Andy Bolton
Andrew Bolton (Memphis, 23 maggio 1954) è un ex giocatore di football americano statunitense che ha militato nel ruolo di running back nella National Football League (NFL).

## Carriera
Al college Bolton giocò a football alla Fisk University. Fu scelto nel quarto giro (123º assoluto) del Draft NFL 1976 dalla neonata franchigia dei Seattle Seahawks. Nel corso della sua prima stagione passò ai Detroit Lions con cui rimase fino al termine della carriera, nel 1978. Complessivamente disputò 32 partite nella NFL, di cui 2 come titolare.